# Bataille du port de Cavite
Guerre de Trente Ans
Batailles
La bataille navale du port de Cavite se déroule le 10 juin 1647 pendant la guerre de Quatre-Vingts Ans (1568-1648), qui se confond à partir de 1618 avec la guerre de Trente Ans (1618-1648). Elle oppose des navires et de l'artillerie côtière espagnols à une flotte hollandaise.
Situé dans la baie de Manille, Cavite est un port important, d'où partaient notamment les galions de Manille, chargés de métaux précieux et de denrées et d'objets rares et chers. Le 10 juin 1647, douze navires hollandais assiègent le port et se heurtent à une défense énergique. Quoiqu'ils parviennent à détruire Porta Vaga, le fort de pierre qui protège le port, ils sont repoussés avec pertes et leur navire amiral est coulé. La flotte hollandaise demeure cependant dans les alentours et continue d'écumer la baie de Manille, jusqu'à la signature du traité de Münster qui met fin au conflit, en 1648.